# بولداگ
بولداگ (به انگلیسی: Bulldog)، یک نژاد سگ بریتانیایی از نوع ماستیف است. معمولاً آن را با نام بولداگ انگلیسی یا بولداگ بریتیش می‌شناسند. بولداگ سگی با عضلات سنگین و چهره‌ای پر چین و چروک است. پوزهٔ بولداگ به دلیل پخ و کوتاه بودن توجه برانگیز است.
پرورش این سگ به قرن ۱۶ میلادی و کشور انگلیس بازمی‌گردد.

## مشخصات ظاهری
بولداگ سگی است با جمجمهٔ پهن و چین‌های ضخیمی در پوست ابرویش وجود دارد. دور چشمانش سیاه است. پوزه اش کوتاه و گره‌ای در بالای آن قرار دارد. پوست زیر گردنش به شکل یک حلق آویز است. لب‌های آویزان و دندانهای نیشی شکلی دارد.

## نگارخانه

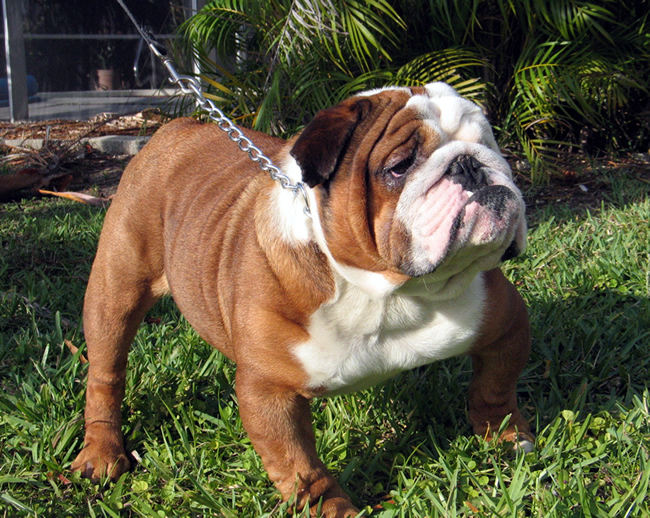
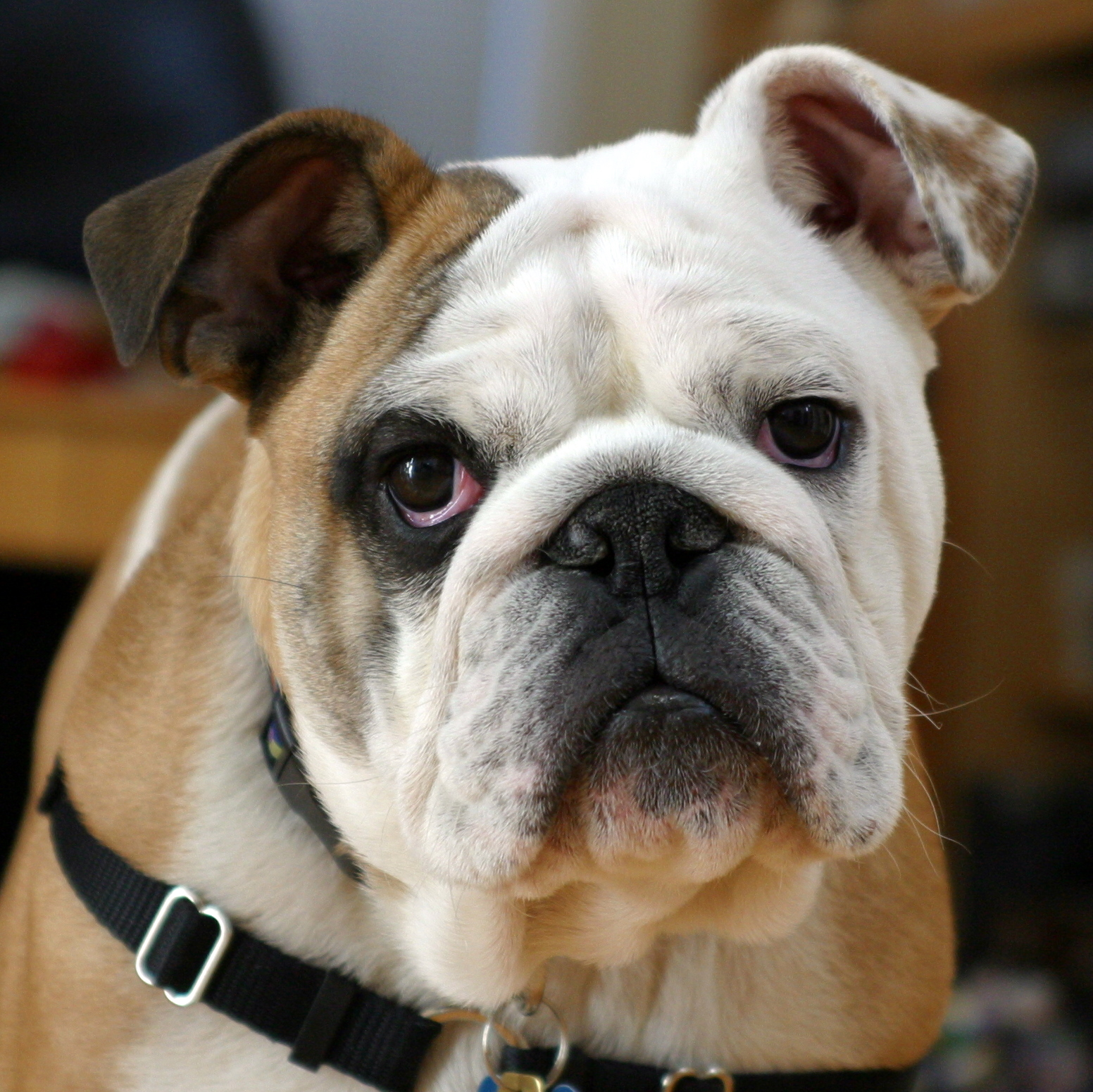
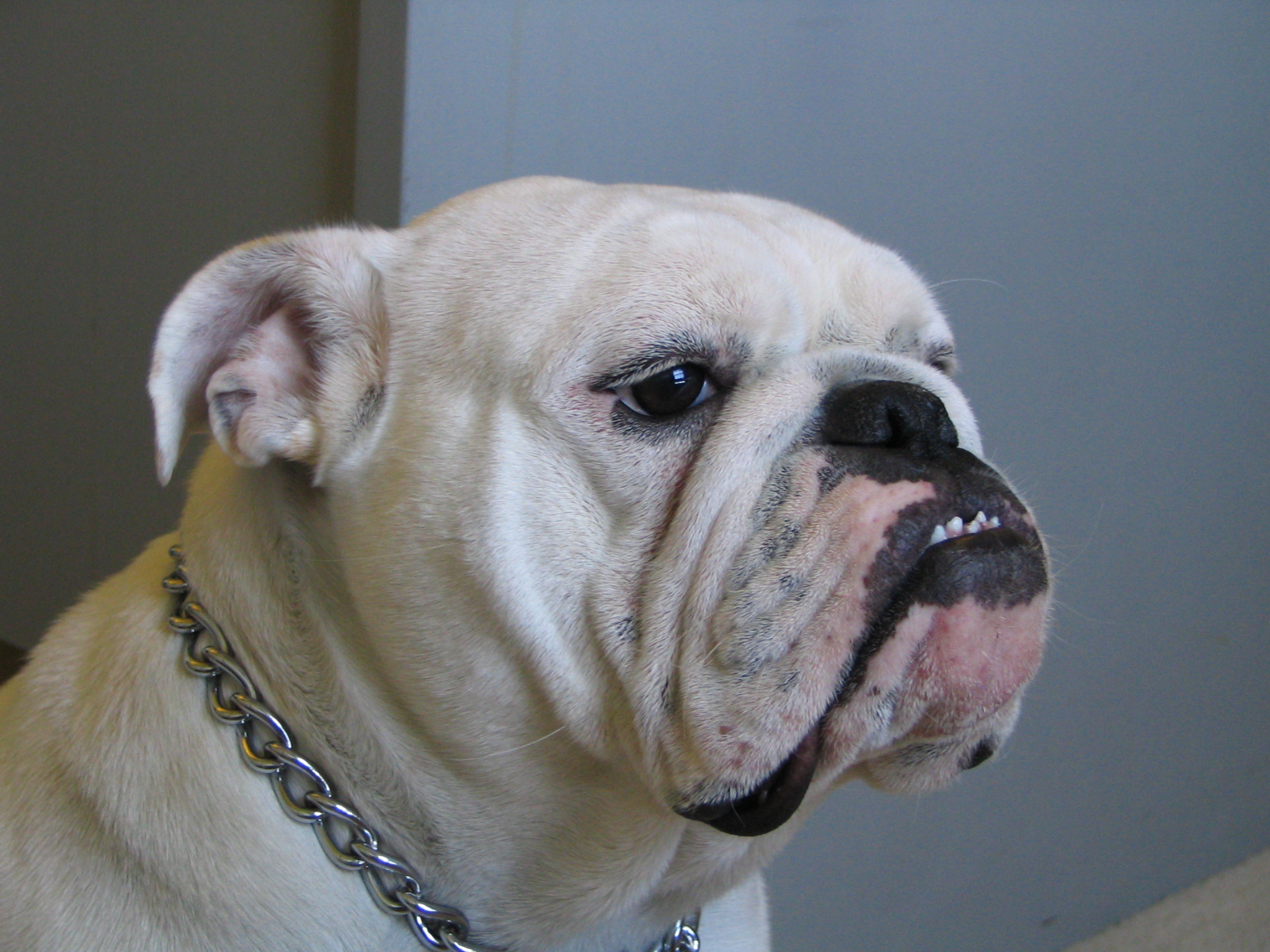
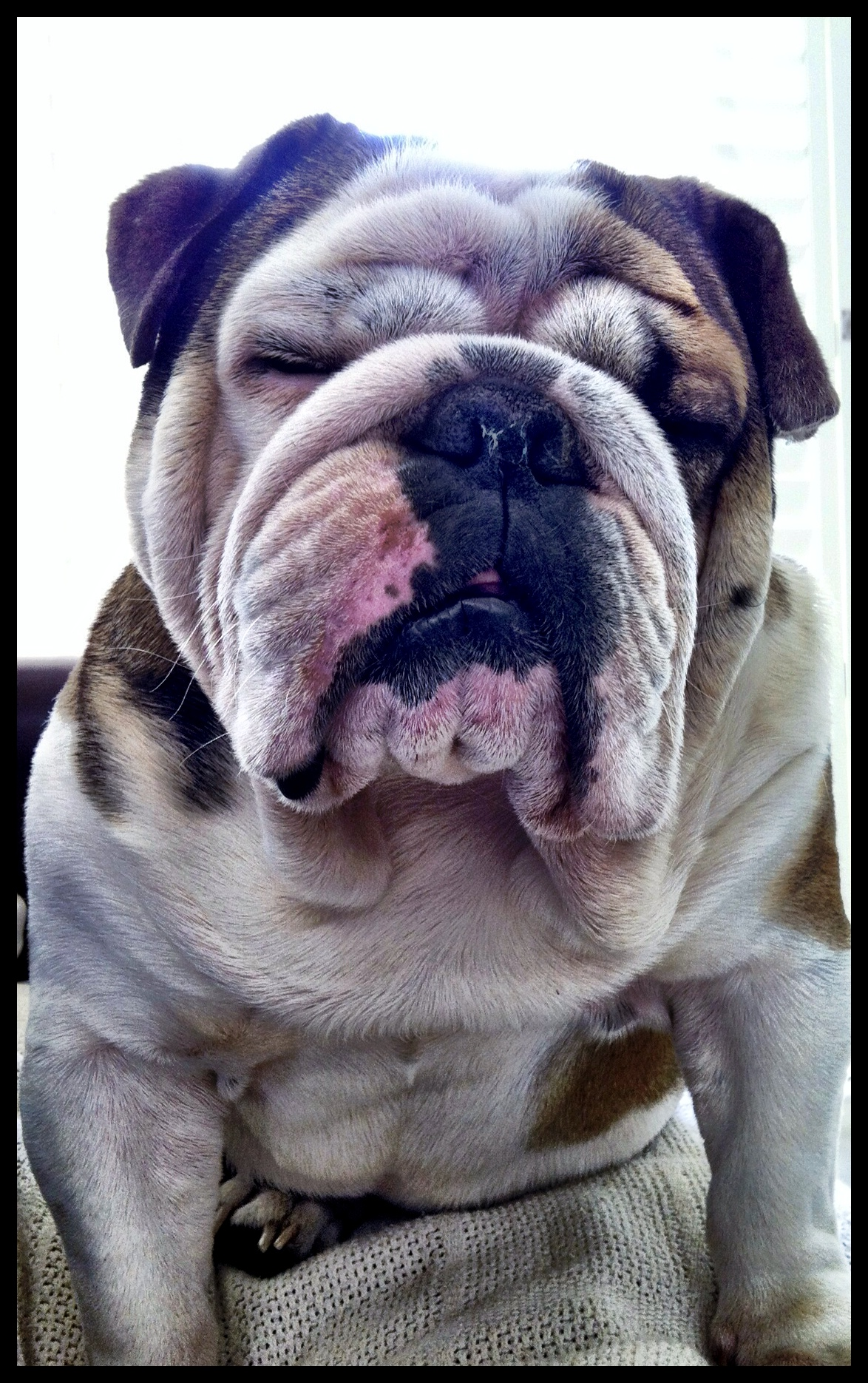